# Geoffroy d'Archiac
Geoffroy d'Archiac est un prélat français, évêque de Saintes 1288 à 1294.